# Милисавлевич Константин Милошевич
Константин Милошевич Милисавлевич (нар. 16 травня 1852, м. Мачванська Митровиця, Сербія — пом. 1930-ті, м. Одеса, УСРР) — історик античності, нумізмат.

## Життєпис та науковий доробок
Основну частину свого життя Константин Милисавлевич присвятив військовій службі, яку закінчив у званні генерал-майора. Після завершення кар'єри військового зайнявся вивченням питань історії. У вересні 1909 його обрано дійсним членом «Імператорського Одеського товариства історії та старожитностей». Під час вступу до установи зробив пожертвування до бібліотеки (книги) та музею (дві стародавні золоті монети) товариства. Із того часу протягом більш ніж двадцяти років його життя та наукова діяльність були пов'язані з археологічним музеєм «Імператорське Одеське товариство історії і старожитностей». Після від'їзду навесні 1911 року зберігача музею почесного члена товариства, проф. Імператорського Новоросійського університету Е. Штерна, замість нього продовжував вести записи в інвентарній книзі музею. У 1917 році Милисавлевича обрано завідувачем нумізматичного кабінету (цю посаду обіймав понад п'ятнадцять років), а з листопада 1919 до 24 квітня 1920 був директором музею.
Із початком роботи в музеї Милисавлевич почав сортувати мідно-чеканні монети. За багаторічну роботу в музеї він обробив понад 30 000 монет — сортував монети, складав на них каталог, для якого на маленькому пресі робив відбитки монет — естампажи. Зібрана та оброблена вченим колекція монет не поступалася колекції музею в Ермітажі. Багато рідкісних екземплярів монет було зібрано та скаталогізовано вченим у колекції нумізматичного кабінету музею. У березні 1920 музей Імператорське Одеське товариство історії і старожитностей було націоналізовано, що перетворило його на окрему державну наукову установу, яка до 1924 мала назву Одеський крайовий історично-археологічний музей, а від 1924 — ОДІАМ. 
1 червня 1923 за музею була створена науково-дослідна кафедра, до складу якої увійшов як науковий співробітник та став членом діючої при кафедрі Наукової Ради. У цей час вчений склав опис-каталог з естампажами монет Середземного моря еліністичного та римського часів, закінчив ілюстрування естампажами каталоги польських монет та монет 39 населених пунктів, серед яких Венеція, Рагуза, Рига. Проводив експертизи монет за завданням «Одеської крайової комісії з охорони пам'яток матеріальної культури». Милисавлевич вів листування зі спеціалістами іноземних центрів щодо нумізматичного кабінету та брав участь у керівництві заняттями аспірантів із нумізматики. У другій половині 1920-х був дійсним членом археологічної секції Одеської комісії краєзнавства при Всеукраїнській академії наук. До друку у «Віснику Одеської комісії краєзнавства при ВУАН» (Ч. 4-5) він здав статтю «Старовинні руїни біля Хаджибейського парку під Одесою», але вона опублікована не була. На початку 1930-х репресований, подальша доля невідома.

## Праці
- Старовинна пушка, знайдена в о. Тендри // Вісник ОКК при ВУАН. — Ч. 2-3. — Одеса, 1925.